# Zachaeus
Genre
Zachaeus est un genre d'opilions eupnois de la famille des Phalangiidae.

## Distribution
Les espèces de ce genre se rencontrent en Europe, au Moyen-Orient et en Asie centrale.

## Liste des espèces
Selon World Catalogue of Opiliones (03/05/2021) :
- Zachaeus anatolicus (Kulczynski, 1903)
- Zachaeus birulai Redikortsev, 1936
- Zachaeus crista (Brullé, 1832)
- Zachaeus egaenoides (Simon, 1885)
- Zachaeus hebraicus (Simon, 1884)
- Zachaeus kervillei (Sørensen, 1911)
- Zachaeus lupatus (Eichwald, 1830)
- Zachaeus orchimonti Giltay, 1932
- Zachaeus redikorzevi Staręga & Chevrizov, 1978
- Zachaeus seyyari Kurt, Koç & Yagmur, 2015
- Zachaeus shachdag Snegovaya & Staręga, 2008
- Zachaeus simferopolensis Chemeris & Kovblyuk, 2005

## Publication originale
- C. L. Koch, 1839 : Die Arachniden: Getreu nach der Natur abgebildet und beschrieben., vol. 5, p. 1–158 (texte intégral).